# ريان غيغز
ريان غيغز (بالإنجليزية: Ryan Giggs)‏ (مواليد 29 نوفمبر 1973) هو مدرب ولاعب كرة قدم ويلزي سابق، يعده البعض أفضل لاعب جناح في تاريخ كرة القدم، ويعتبر أفضل لاعب أنجبته كرة القدم الويلزية، لعب طوال مسيرته الكروية مع نادي مانشستر يونايتد الإنجليزي.

## سيرة اللاعب
إن رغبة ريان غيغز التي لا تفتر في استمرار الفوز بالألقاب، هو ما عزز تاريخه الكروي الناجح والمتألق – حيث يعد أكثر اللاعبين حصولاً على كؤوس في تاريخ النادي، لقد حصل تحديدًا على 20 جائزة رفيعة المستوى.
ساعد غيغز الشياطين الحمر في الفوز بالكأس الأوروبية للمرة الثالثة الرابعة والثانية بالنسبة له كلاعب، وذلك في نهائي موسكو 21 مايو 2008.
إن المفاجأة الوحيدة في فوز ريان غيغز بجائزة أفضل لاعب من قبل الجمعية الإنجليزية للاعبين المحترفين في أبريل 2009 هي أنه قد استغرق تلك المدة الطويلة حتى توج بالجائزة القيمة.
وبعد كل هذا، فقد فاز هذا النجم المخضرم بالكثير من الجوائز الأخرى الكبيرة - بما في ذلك جائزة أفضل لاعب
صاعد من قبل الجمعية الإنجليزية للاعبين المحترفين لعامين في بداية مشواره الكروي مع يونايتيد- هذا بالإضافة إلى كونه أكثر لاعب قد تم تكريمه في تاريخ يونايتيد بالعديد من الألقاب والجوائز.
ولم يقف الأمر عند ذلك، فهو كذلك صاحب أعلى رقم قياسي في مانشستر يونايتيد متخطيًا بذلك الرقم القياسي السابق الذي سجله السير بوبي تشارلتون (758). ومن ناحية أخرى، ساعد غيغز الشياطين الحمر في الفوز بالكأس الأوروبية للمرة الثالثة والثانية بالنسبة له كلاعب.
قد يكون غيغز أكثر لاعبي مانشيستر يونايتيد أناقة، ولكنه ربما لم يكن ليزين أبدًا استاد «أولد ترافورد» ويضفي البهجة عليه لولا تدخل السير أليكس فيرجسون. وقد كان غيغز، المولود في العاصمة كارديف، يأتي إلى مدرسة مانشستر سيتي للمتميزين في الأيام الأولى من صباه، ولكن السير أليكس قام بعمل زيارة شخصية إلى منزله في عيد ميلاده الرابع عشر وانتهز رايان الفرصة ليوقع للنادي الذي قضى فيه أيام الصبا.
ووصل غيغز إلى الاحتراف في مانشستر يونايتد في نوفمبر 1990. حيث أثبت نفسه في أول ظهور له في القسم الأول من بطولة الدوري ضد إيفرتون على ملعب «أولد ترافورد» في الثاني من مارس عام 1990 حيث نزل كبديل لدينس إيرون. وكان بداية اشتراكه في الموسم التالي في بطولة الدوري حادثةً لا تنسى، حيث قام بتسجيل أول هدف له مع مانشيستر يونايتيد (وإن كان ذلك من خلال انحراف (قلش) الكرة من على قدم كولين هندري) في المباراة التي انتهت بفوز مانشيستر على مانشيستر سيتي 1- صفر.
وكانت أولى بطولات غيغز على صعيد الفريق الأول في موسم 1991، وذلك عندما فاز يونايتيد على فريق ريد ستار بلغراد في نهائي كأس السوبر الأوروبي، يذكر أن غيغز قد حل بديلاً للنجم لي مارتن، ثم حصل على ثاني لقب له بعد خمسة أشهر فقط عندما فاز يونايتيد في نهائي كأس رابطة الأندية الإنجليزية على نوتنغهام فورست، إما الموسم التالي، 1992/93، فاز غيغز مع يونايتيد بأول لقب للدوري الإنجليزي الممتاز.
وكان غيغز عاملاً أساسيًا في فوز يونايتيد الثنائي بالدوري في موسم 1993/94 وموسم 1995/96 قبل أن يصل الفريق إلى القمة في موسم 1998/99، وذلك عندما توج الشياطين الحمر بالثلاثية، بإضافة لقب دوري أبطال أوروبا إلى كأس الاتحاد الإنجليزي ولقب الدوري الإنجليزي الممتاز، وكانت لمساهماته في تلك الثلاثية عظيم الأثر، ومنها الهدف الذي أحرزه بمجهود فردي في الدور قبل النهائي من كأس الاتحاد الإنجليزي أمام الآرسنال في فيلا بارك، والذي يعد واحدًا من أفضل أهداف يونايتيد طوال التاريخ.
ويحتوي الرصيد الضخم من الكؤوس التي حصل عليها على بطولة كأس القارات وسبعة ميداليات ذهبية في بطولة الدرع الخيرية Community. بينما لعب دورًا هامًا في الفوز ببطولة كأس الاتحاد الإنجليزي أربع مرات، من المرات الخمس التي حققها السير أليكس فيرجسون. وستظل بطولة الكأس الشهيرة مرتبطة إلى الأبد باسم الجناح الأيسر للشياطين الحمر الذي بذل مجهودًا فرديًا منقطع النظير في مباراة الدور قبل النهائي ضد الأرسنال على ملعب «فيلا بارك» في أبريل 1999.
وقد احتفل رايان بمرور عشر سنوات عليه في «أولد ترافورد» من خلال
مباراة ودية ضد سيلتيك في عام 2001/2002. وبعد مرور عام، قام بتحزيم أمتعته لينهي حياته الكروية التي سجل بها 100 هدف وذلك في المباراة التي انتهت بالتعادل 2-2 مع تشيلسي على ملعب «ستامفورد بريدج»، وبهذا يصبح اللاعب الثاني على مدار التاريخ الذي لعب 700 مباراة لمانشستر يونايتيد بعدما ساعد الشياطين الحمر في المباراة الدراماتيكية التي انتهت بفوز الشياطين 1- صفر على ليفربول على ملعب «أنفيلد» في مارس 2007.
وبعد شهرين فقط، توج بلقب الدوري الإنجليزي للمرة التاسعة مع يونايتيد، ليحطم الرقم القياسي لعدد الفوز بالدوري الإنجليزي المسجل باسم أسطورتي ليفربول فيل نيل وألان هانسن الذين فازا باللقب ثماني مرات.لعب اللاعب الويلزي دورًا أساسيًا في الموسمين الذين حصل فيهما مانشيستر يونايتيد على اللقب 2006/2007 و2007/2008 وأشاد به كثيرًا كلٌ من اللاعبين والخبراء على حد سواء.
ولكي يعمل على إطالة فترة تواجده في النادي، فلقد عمل غيغز على اعتزال اللعب الدولي مع المنتخب الويلزي في يونيو 2007 بعد أن شارك في 64 مباراة أحرز خلالها 12 هدفًا، وفي أكتوبر 2007 قام بتجديد تعاقده مع يونايتيد حتى يونيو 2009.
وفي ديسمبر 2007، فقد فاز غيغز بلقبين مهمين – حيث حصل على وسام الإمبراطورية البريطانية نظير مساهماته الكبرى في كرة القدم، كما سجل الهدف رقم 100 في الدوري في فوز الفريق 4-0 على ديربي كاونتي في أولد ترافورد.
لعب اللاعب الويلزي دورًا أساسيًا في الموسمين الذين حصل فيهما مانشيستر يونايتيد على اللقب 2006/2007 و2007/2008 وأشاد به كثيرًا كلٌ من
اللاعبين والخبراء على حد سواء.
وبعد اعتزاله لعب كرة القدم دوليًا في يونيو 2007 برصيد قدره 64 مباراة دولية و12 هدفًا، وتم تكريم غيغز مرةً أخرى، وهذه المرة بحصوله على لقب (ضابط الإمبراطورية البريطانية) حيث كان ضمن قائمة المدعوين لحضور حفل عيد ميلاد الملكة نظرًا لما قدمه من خدمات لكرة القدم. وقد وقع الجناح الأيسر لمانشيستر يونايتيد على تمديد عقده في أكتوبر 2007 ويحق للنادي بمقتضى هذا العقد الاحتفاظ به على الأقل حتى يونيو 2009.
وفي موسم 2007/08، وهو الثامن عشر لغيغز مع يونايتيد، فقد سجل الهدف الثاني في فوز الشياطين الحمر في آخر مباراة بالدوري أمام ويجان، كما أحرز ضربة الجزاء الترجيحية الحاسمة في نهائي دوري أبطال أوروبا توج غيغز، الذي بلغ هدفه المائة خلاله مشواره الكروي في المباراة التي جرت في ديسمبر 2007 وفاز فيها مانشيستر 4-صفر، توج موسمه الثامن عشر مع الشياطين الحمر بإحراز الهدف الثاني لمانشستر في النهائي الذي فاز فيه مانشيستر على ويجان ليؤكد حصوله على اللقب العاشر للدوري الممتاز – والبطولة السابعة عشرة لمانشستر في الدوري الإنجليزي- قبل أن يلعب ضربة الجزاء الحاسمة التي فاز على إثرها نادي مانشيستر بضربات الترجيح الدراماتيكية على تشيلسي في دوري الأبطال الذي أقيم في موسكو.
وتحركوا سريعاً لتفادي اشتراكه مع برشلونة في صفقة بقيمة 18 مليون جنيه إسترليني.
واستمرت مسيرة غيغز مع يونايتيد وهو يسير من نجاح إلى آخر، ففي موسم 2008/09، وعندما انتقل النجم المخضرم
للعب في منتصف الملعب، أو خلف المهاجمين كصانع ألعاب، فقد قام بتمديد تعاقده مع النادي لمدة عام آخر في فبراير 2009، والذي ينتهي في آخر موسم 2009/10، وفي نفس الشهر، فقد أصبح اللاعب الوحيد الذي سجل في جميع المواسم الإنجليزية عندما أحرز الهدف الوحيد في فوز يونايتيد 1-0 على ويست هام.

## حياته وأوقاته الخاصة
ولد رايان جوزيف ويلسون في العاصمة كارديف للأم ليان غيغز والأب داني ويلسون. وأخذ بعد ذلك لقب أمه بعد انفصالها عن أبيه.
عاش في كارديف حتى السابعة من عمره، قبل الانتقال إلى مانشيستر في العام 1981 حيث وقع أبوه عقدا مع نادي سونتس للرجبي. لم تروقه هذه الخطوة، على الأقل لأن الأطفال في البلد كانوا يسخرون من لكنته الويلزية، التي فقدها سريعًا بعد ذلك.
لعب غيغز لفريق طلاب مدارس إنجلترا، الأمر الذي أدى إلى الشائعة التي تقول أنه رفض إنجلترا من أجل عيون ويلز، فريقه الدولي. يشرح رايان هذا الأمر قائلاً: "لم يكن هناك خيار آخر. لقد لعبت لفريق طلاب مدارس إنجلترا لأنني ذهبت إلى إحدى مدارس إنجلترا. ولكني ولدت في ويلز وكذلك أمي وأبي وأجدادي. من الممكن أن أتحدث
بلكنة مانشستر، ولكني ويلزي حتى النخاع."
وفي المدرسة، تأصل فيه السرعة والتوازن من خلال والده الذي كان يجعله يقف في مباريات كرة القدم في الملعب. وجاءت فرصته عندما اختاره فريق مانشيستر سيتي في إحدى المباريات في المدرسة الابتدائية جرسوفنير. وجهت مدرسة التميز في المدينة الدعوة لريان، لكن مع الأخذ في الاعتبار ولائه للنصف الأحمر من المدينة، وكان يرتدي قميصا أحمر في جميع الأوقات، حتى وإن كان ذلك يغضب مدربيه.
وقد وصل الحديث عن هذا الفتى الموهوب سمع السير أليكس فرجسون، الذي عين حديثًا مدربًا لمانشستر، والذي كان يطوف المنطقة المحلية للبحث عن موهبة. ولم يجعل السير/أليكس فرجسون الفرصة تفوته، بل قام على الفور بزيارة شخصية لمنزل رايان بعد عيد ميلاده الرابع عشر بيومين. ويحكي رايان ذلك قائلاً «كنت أشاهد التلفاز مع والدتي حينما طرق الباب، فقد أتى السير/أليكس فيرغسون كي أوقع له كلاعب مدرسي. وقد قضيت باقي تلك الليلة أتحدث في الهاتف لأخبر كل الناس». وقد كان إصرار السير/أليكس فيرجسون على توقيع غيغز من أكبر القرارات الموفقة التي قام بها رئيس نادي مانشستر.
ثم تطور الأمر بعد ذلك ليعمل بأجر كامل، حيث كان يحصل على 29.50 جنيه إسترليني أسبوعيًا وأحب كل لحظة يقضيها في ناديه الذي قضى فيه طفولته. وحانت لحظة أول ظهور له وعمره 17 عامًا ضد إيفرتون في القسم الأول من بطولة الدوري، بداية مشواره الكروي الناجح والمشرف.

## الجوائز والانجازات
أوسمة الفريق الأول
كأس العالم FIFA للأندية 2008
كأس العالم للأندية (إنتركونتينينتال): 1999
دوري أبطال أوروبا: 1998/99، 2007/08
بطولة الدوري الإنجليزي الممتاز 1992/93، 1993/94، 1995/96، 1996/97، 1998/99، 1999/2000، 2000/01، 2002/03، 2006/07، 2007/2008,2008\2009، 2011/2010 , 2012/2013
كأس الاتحاد الإنجليزي: 1993/94، 1995/96، 1998/99، 2002/2003
كأس رابطة الأندية الإنجليزية: 1991/92، 2005/06، 2008/2009، 2009/2010
كأس السوبر الأوربية: 1991
كأس الدرع الخيرية: 1993، 1994، 1996، 1997، 2003، 2007، 2008, 2011 ,2013
أفضل لاعب في الدوري الإنجليزي الممتاز 2008\2009
أوسمة الاحتياط والشباب
كأس الاتحاد الإنجليزي للشباب: 1991/92
كأس دوري لانكشاير: 1990/91
أوسمة فردية
ماجستير الفنون الفخري (سالفورد) 2008
وسام الإمبراطورية البريطانية 2007
فريق القرن من الجمعية الإنجليزية للاعبين المحترفين 2007
جائزة القدم الذهبية 2011 في إمارة موناكو

## اقتباسات عن اللاعب
على لسان غيغز
«لعبت في مانشيستر يونايتيد منذ أن كان عمري 13 عامًا وأنا مولع إلى حد كبير بالنادي وبالمشجعين له، لقد شكلا جزءًا لا يتجزأ من حياتي».
"لقد كنت محظوظًا بدرجة كافية في الحصول على العديد من الدوري، ولكن اللقب الأول كان فريدًا من نوعه حيث أن مانشيستر يونايتيد تأخر
كثيرًا حتى حصل على لقب البطولة مرةً أخرى. لقد كان مساء ذو طابع خاص".
«لقد كانت الدقائق الخمس الأخيرة في نهائي دوري الأبطال في برشلونة غير واضحة. ومع صافرة النهاية لم نكن ندري ماذا نفعل لأن مشاعرنا تحولت من خيبة الأمل إلى السعادة والسرور».
غيغز: على لسان الآخرين
«أن تقضي عشرين عامًا متواصلة في ناد واحد، إنه لأمر فريد في هذه الحقبة من الزمان. لقد كان رايان خادمًا أسطوريًا لمانشستر يونايتيد. إذا اختتم حياته الكروية هنا، فإن هذه الفكرة ستحمل نوع من السلوى له».
السير أليكس فيرغسون
«عندما يجري رايان وسط اللاعبين، يعطيهم حماسًا غريبًا. فهم لا يريدونه أن يلعب مدافعًا بعد ذلك».
جاري باليستر
«أذكر أول مرة رأيته فيها. حينما كان في عمره الثالث عشر وقفز من على الأرض كما يقفز الكلب الصغير الذي يطارد قطعة من ورق الفضة في الهواء».
السير أليكس فيرجسون
"إنه من المستحيل إلى حد بعيد استبدال لاعب مثل رايان غيغز – فقلما تجد لاعبين مثله. إنه لاعب نادر. إنه يحمل صفات اللاعب العالمي وقد حقق
الكثير مع ناد واحد. ولا تملك إلا أن تنظر إليه نظرة تقدير".

## وصلات خارجية
- ريان غيغز على موقع IMDb (الإنجليزية)
- ريان غيغز على موقع إن إن دي بي (الإنجليزية)
- ريان غيغز على موقع قاعدة بيانات الفيلم (الإنجليزية)
- ريان غيغز على موقع الاتحاد الدولي (مؤرشف)  (الإنجليزية)
- ريان غيغز على موقع الاتحاد الأوربي (الإنجليزية)
- ريان غيغز على موقع قاعدة بيانات كرة القدم.إي يو (الإنجليزية)
- ريان غيغز على موقع ليكيب (الفرنسية)
- ريان غيغز على موقع ناشيونال فوتبول تيمز (الإنجليزية)
- ريان غيغز على موقع Soccerbase.com (لاعب) (الإنجليزية)
- ريان غيغز على موقع Soccerbase.com (مدرب) (الإنجليزية)
- ريان غيغز على موقع Soccerway.com (الإنجليزية)
- ريان غيغز على موقع عالم كرة القدم.نت (الإنجليزية)
- ريان غيغز على موقع أوليمبيديا (الإنجليزية)

- الموقع الرسمي للاعب (بالإنجليزية)